# بييتا

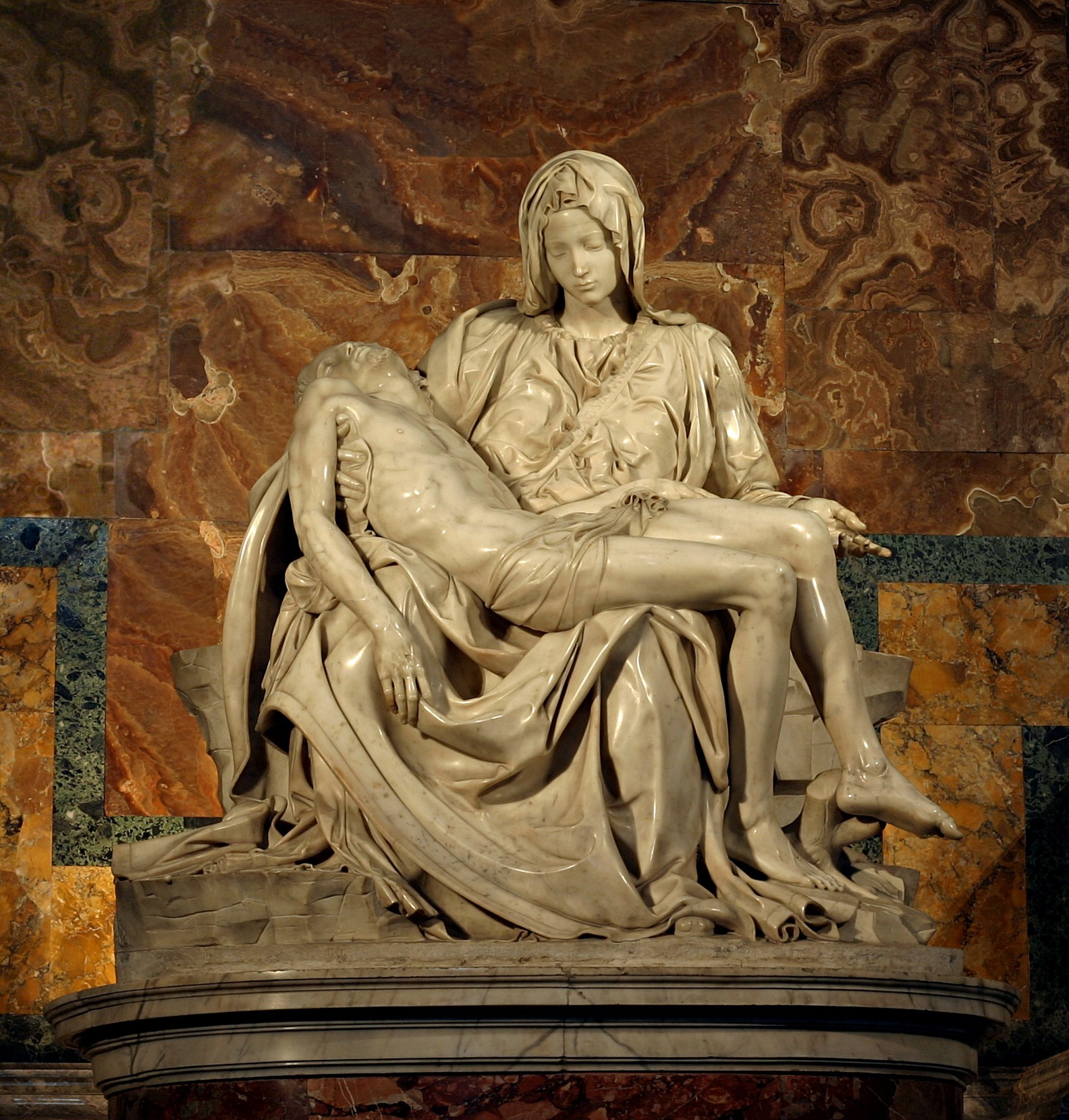
تمثال بيتتا لمايكل أنجلو.

المُنْتَحِبَة (بالإيطالية:  Pietà)‏ (نقحرة: بييتا) هو موضوع من مواضيع الفن المسيحي حيث يصور مريم العذراء محتضنة جثة يسوع وغالباً ما يوجد في النحت. ويكون على هذا النحو شكلًا من أشكال رثاء المسيح وهو مشهد من آلام المسيح الموجودة في دورات حياته. عندما يُحاط المسيح والعذراء بشخصيات أخرى من العهد الجديد فيسمى هذا الموضوع رثاء.